# Black Stone Cherry
Black Stone Cherry ist eine US-amerikanische Rockband aus Edmonton im Bundesstaat Kentucky. Die Band wurde im Jahre 2001 gegründet und entnahm ihren Namen von einer in den Vereinigten Staaten populären Billig-Zigarettenmarke des weltgrößten Zigarrenherstellers Swisher. Black Stone Cherry stehen bei Mascot Records unter Vertrag und haben bislang sieben Studioalben veröffentlicht.

## Bandgeschichte

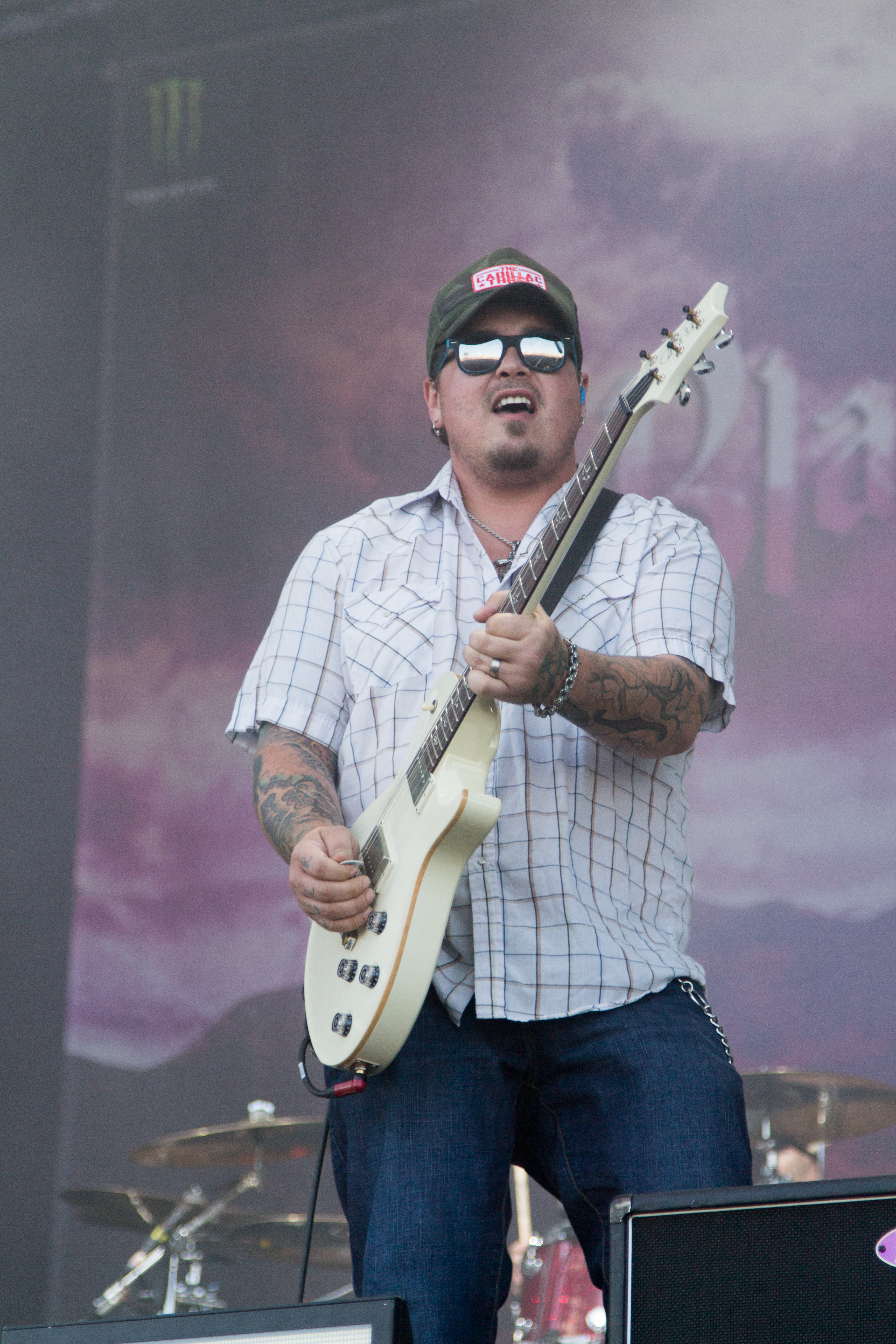
Chris Robertson am Nova Rock Festival 2014

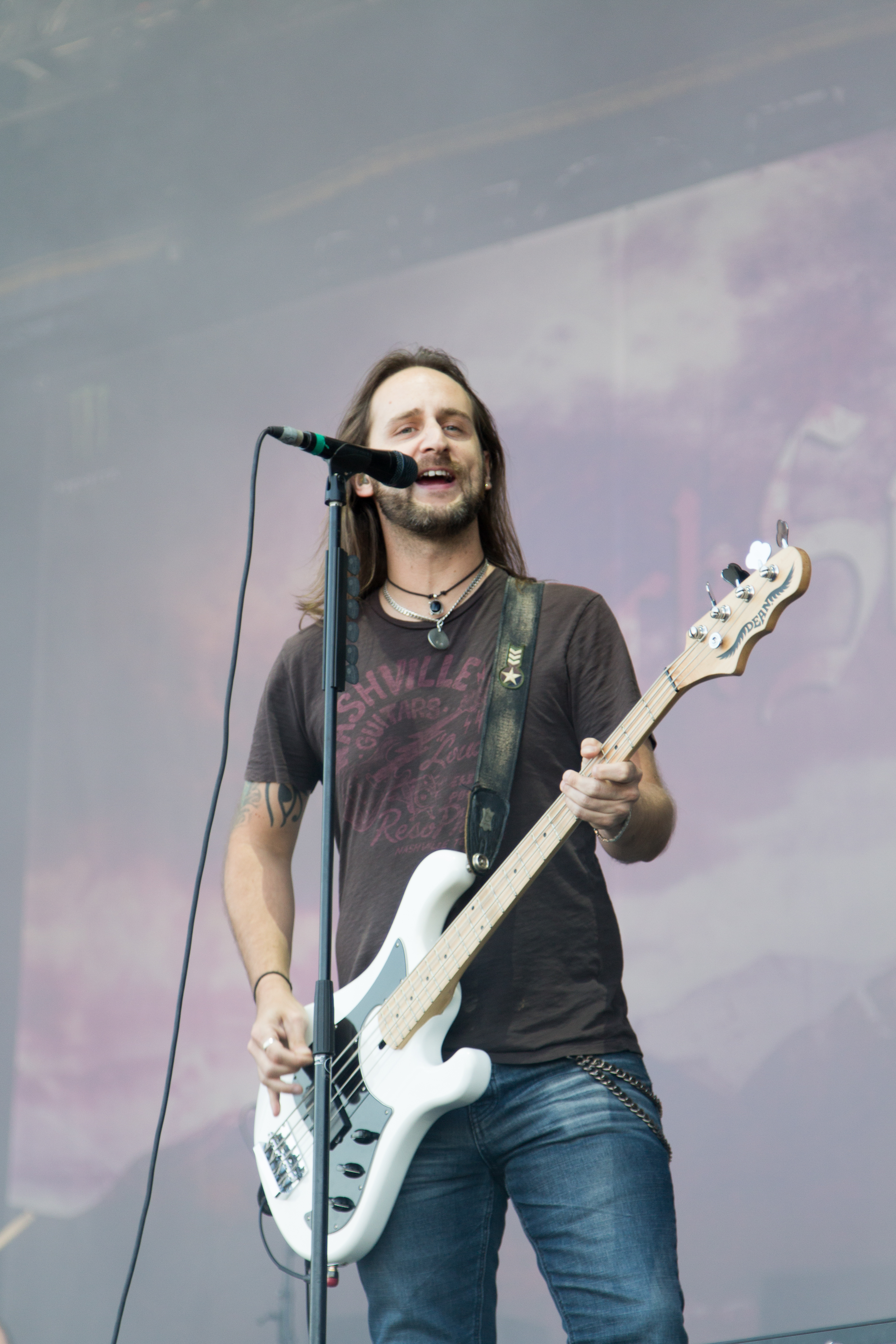
Jon Lawhon am Nova Rock Festival 2014

### Gründung und erstes Album (2001 bis 2007)

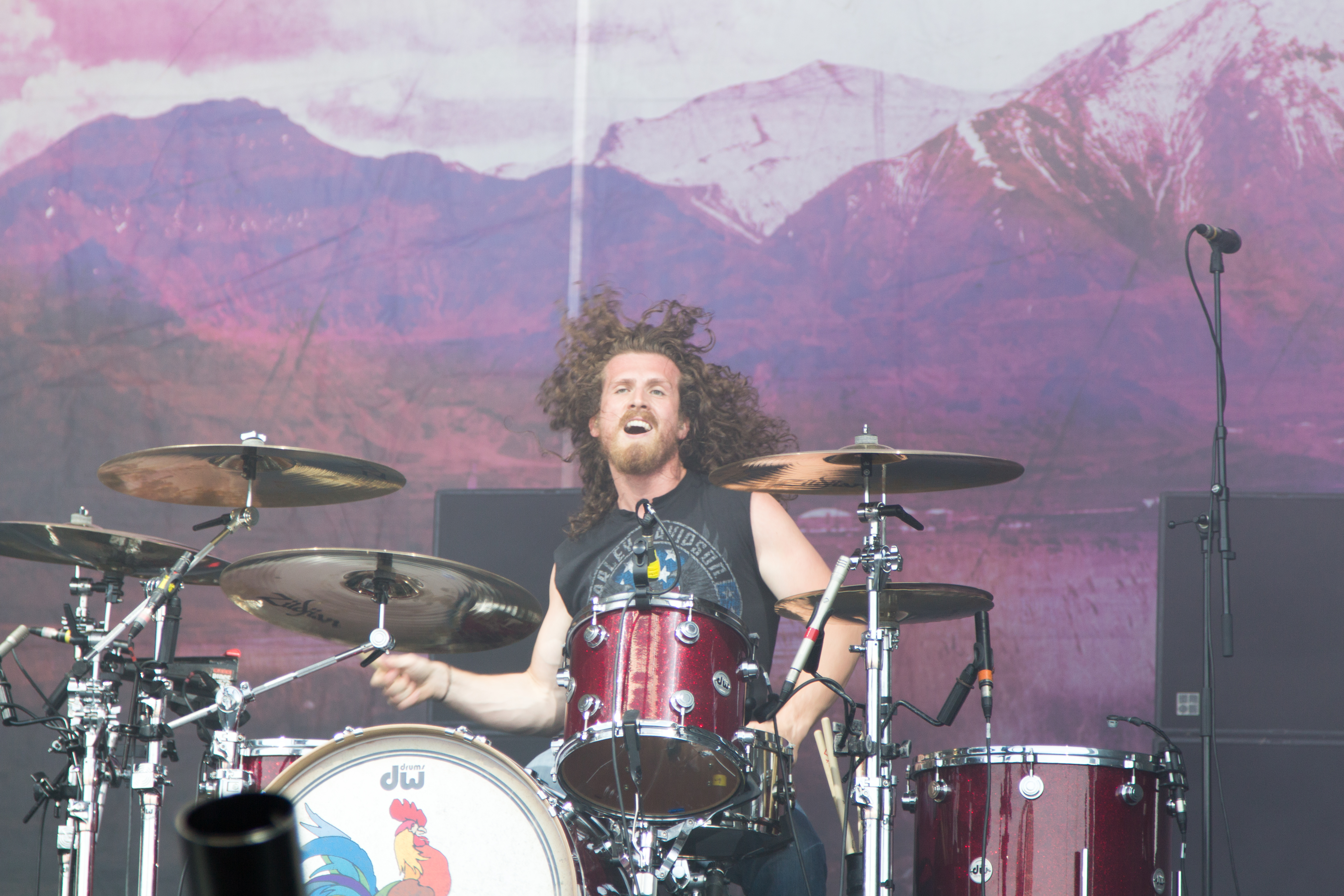
John Fred Young am Nova Rock Festival 2014

Schon während ihrer High-School-Zeit lernten sich der Sänger und Gitarrist Chris Robertson und der Bassist Jon Lawhon kennen. Ihre Freizeit verbrachten die Musiker mit Jamsessions, bei denen teilweise sogar ihr Schuldirektor mitmachte. Wenig später komplettierten der Gitarrist Ben Wells und der Schlagzeuger John Fred Young, Sohn des Kentucky-Headhunters-Gitarristen Richard Young, die Band. Die Proben fanden in einer alten, unbeheizten Scheune statt, in der schon seit den 1960er Jahren u. a. die Kentucky Headhunters probten.
Im Jahr 2006 wurde über Roadrunner Records das selbstbetitelte Debütalbum veröffentlicht und stieg bis auf Platz 90 der US-amerikanischen Albumcharts. Black Stone Cherry wurde von John Fred Youngs Vater produziert und von Kevin Shirley, der bereits mit Bands wie Aerosmith oder Iron Maiden gearbeitet hat, gemischt. Alleine in den USA verkaufte sich das Album über 160.000 Mal.
Die Band spielte in Nordamerika im Vorprogramm der Black Label Society und in Europa als Vorgruppe von Whitesnake und Def Leppard. Im Rahmen dieser Europatour wurde der Auftritt im Londoner Astoria als Doppel-Livealbum veröffentlicht, auf der, neben eigenen Kompositionen, auch diverse Coverversionen, z. B. Hoochie Coochie Man von Muddy Waters oder Voodoo Child von Jimi Hendrix, gespielt wurden.

### Folklore and SuperstitionundBetween the Devil & the Deep Blue Sea(seit 2008)
Am 19. August 2008 wurde das zweite Studioalbum Folklore and Superstition (dt.: Folklore und Aberglaube) veröffentlicht. Das Album schaffte es auf Platz 28 der US-amerikanischen und gar Platz 23 der britischen Charts. Auch in Deutschland konnte die Band mit Platz 54 erstmals eine Chartplatzierung erreichen. Produziert wurde das in Nashville aufgenommene Album Folklore and Superstition von Bob Marlette. Viele Lieder thematisieren die Folklore der US-amerikanischen Südstaaten. Black Stone Cherry spielen mehrere Tourneen im Vorprogramm von Seether, Theory of a Deadman und Nickelback.
Nachdem die Band bereits Ende 2009 mit den Vorbereitungen für ihr drittes Album begonnen hatte, kam es durch weitere Tourneen, unter anderem mit Motörhead, immer wieder zu Verzögerungen. Between the Devil & the Deep Blue Sea erschien schließlich am 31. Mai 2011 in den USA. Das von Howard Benson produzierte Album erreichte u. a. Platz 13 der britischen und Platz 22 der deutschen Albumcharts. Nach einer US-Tournee mit Alter Bridge trat die Band im Sommer 2011, wie bereits 2009, bei den deutschen Festivals Rock am Ring und Rock im Park auf.

### Magic Mountain,KentuckyundFamily Tree(seit 2014)
Am 5. Mai 2014 wurde das vierte Studioalbum Magic Mountain über Roadrunner Records veröffentlicht und platzierte sich auf Anhieb auf Platz 5 der UK Albumcharts. Aus diesem Album wurden die Singles Me and Mary Jane und Remember Me veröffentlicht. Mit diesem Album ging die Band außerdem auf eine ausgedehnte Welttournee, unter anderem mit Theory of a Deadman als Supportact. Am 30. Oktober 2015 wurde eine Live-DVD mit dem Titel Thank You: Livin' Live veröffentlicht. Diese enthält eine Aufzeichnung des Konzerts in Birmingham genau ein Jahr zuvor. Wenige Tage zuvor wurden Arbeiten am fünften, noch unbenannten Studioalbum bekannt gegeben. Für dieses verließ die Band ihr Label Roadrunner Records und wechselte zu Mascot Records. Die Band kündigte eine Rückkehr zu ihren Wurzeln an, daher wurde das Album auch am gleichen Ort wie das Debütalbum, nämlich in Glasgow (Kentucky), produziert. Im Dezember wurde dann auch der Name Kentucky für das fünfte Album bekannt gegeben. Das Album wurde am 1. April 2016 veröffentlicht. Zuvor ging die Band allerdings im Januar und Februar 2016 im Rahmen des Carnival of Madness mit den Bands Highly Suspect, Halestorm und Shinedown auf eine Stadiontournee durch Großbritannien. Außerdem ist eine Europatournee angekündigt, bei der anfangs Theory of a Deadman als Vorband auftrat. Die letzten Konzerte wurden allerdings mit der britischen Band Toseland durchgeführt.
Am 20. April 2018 erschien ihr sechstes Album Family Tree.

## Musikstil

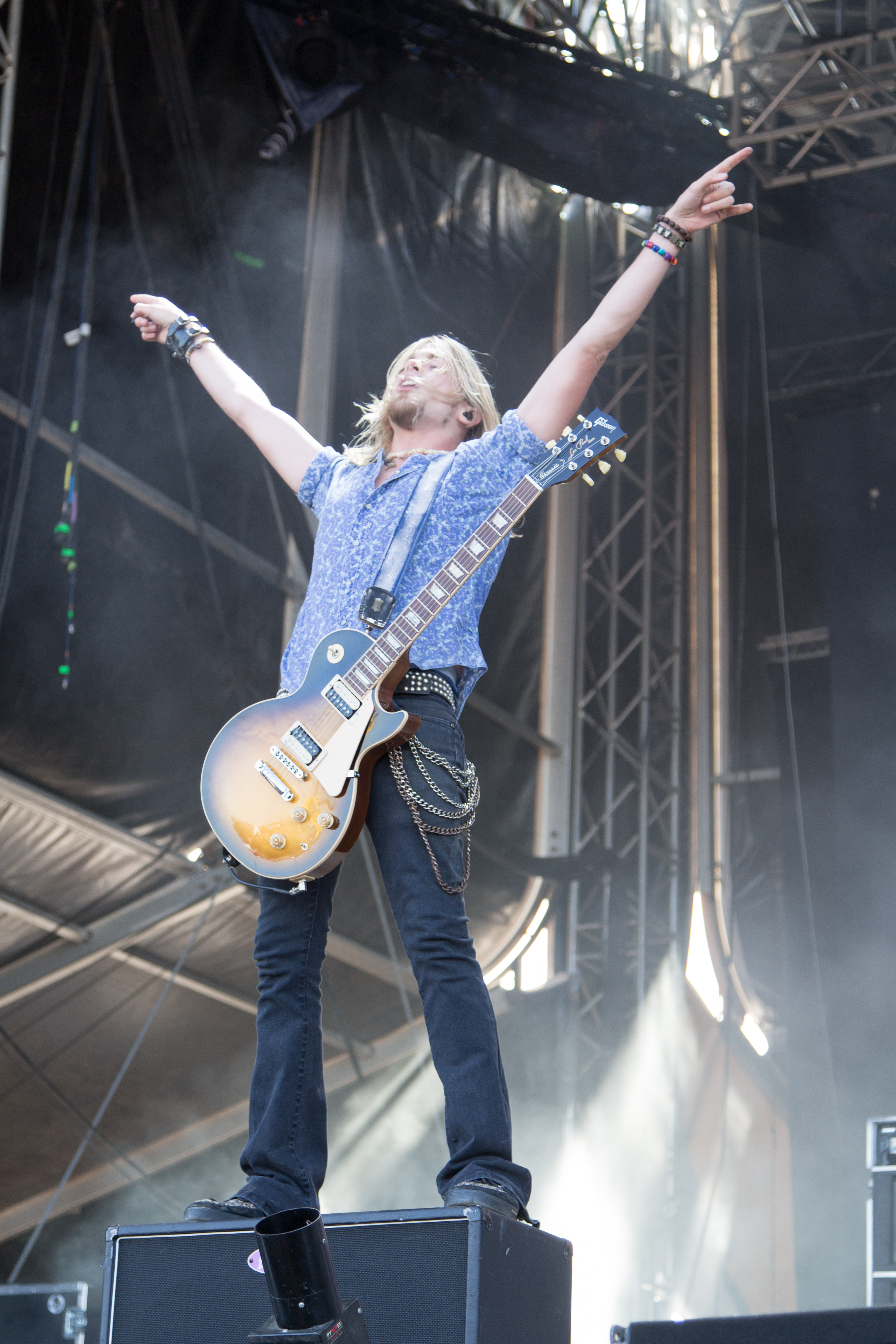
Ben Wells am Nova Rock Festival 2014

War das Debütalbum noch stärker am Hard- und Southern Rock orientiert, so sind auf Folklore and Superstition auch Einflüsse anderer Musikrichtungen zu hören. Nach eigenen Angaben kommen u. a. Einflüsse aus Classic Rock, Blues, Motown, Country, Soul und Rhythm and Blues, aber auch Elemente aus Jazz oder Reggae und aus der in den Südstaaten verbreiteten Bluegrass-Musik vor. Tatsächlich ist eine eindeutige Kategorisierung kaum möglich, jedoch liegt eine Einordnung im Bereich des Southern- oder Hard Rock nahe. Oft wird Black Stone Cherry deswegen mit Lynyrd Skynyrd, den Black Crowes und Led Zeppelin aufgrund ihrer Musikrichtung sowie mit AC/DC oder auch Guns N’ Roses wegen ihres speziellen und harten Musikcharakters verglichen.
Während die Band auf ihren ersten zwei Alben wahre Geschichten in ihren Texten verarbeitet hatten wendeten sich die Texte auf Between the Devil and the Deep Blue Sea den Gefühlen und Impressionen von Geschehnissen, die einem Menschen tagtäglich begegnen. Die Band hat eine offene Haltung in Bezug auf Religion, die wohl vor allem auf die Herkunft der Band aus dem sogenannten Bible Belt zurückzuführen ist.

## Diskografie

### Alben
| Jahr | Titel Musiklabel                                         | Höchstplatzierung, Gesamtwochen, AuszeichnungChartplatzierungen (Jahr, Titel, Musiklabel, Platzierungen, Wochen, Auszeichnungen, Anmerkungen) | Höchstplatzierung, Gesamtwochen, AuszeichnungChartplatzierungen (Jahr, Titel, Musiklabel, Platzierungen, Wochen, Auszeichnungen, Anmerkungen) | Höchstplatzierung, Gesamtwochen, AuszeichnungChartplatzierungen (Jahr, Titel, Musiklabel, Platzierungen, Wochen, Auszeichnungen, Anmerkungen) | Höchstplatzierung, Gesamtwochen, AuszeichnungChartplatzierungen (Jahr, Titel, Musiklabel, Platzierungen, Wochen, Auszeichnungen, Anmerkungen) | Höchstplatzierung, Gesamtwochen, AuszeichnungChartplatzierungen (Jahr, Titel, Musiklabel, Platzierungen, Wochen, Auszeichnungen, Anmerkungen) | Anmerkungen                                               |
| Jahr | Titel Musiklabel                                         | DE | AT | CH | UK | US | Anmerkungen                                               |
| ---- | -------------------------------------------------------- | --- | --- | --- | --- | --- | --------------------------------------------------------- |
| 2006 | Black Stone Cherry Roadrunner Records                    | — | — | — | UK— SilberUK | US90 (3 Wo.)US | Erstveröffentlichung: 18. Juli 2006 Verkäufe: + 60.000    |
| 2008 | Folklore and Superstition Roadrunner Records             | DE54 (1 Wo.)DE | — | CH89 (1 Wo.)CH | UK23 Gold · (2 Wo.)UK | US28 (4 Wo.)US | Erstveröffentlichung: 19. August 2008 Verkäufe: + 100.000 |
| 2011 | Between the Devil & the Deep Blue Sea Roadrunner Records | DE22 (3 Wo.)DE | AT31 (3 Wo.)AT | CH31 (2 Wo.)CH | UK13 Gold · (3 Wo.)UK | US29 (2 Wo.)US | Erstveröffentlichung: 31. Mai 2011 Verkäufe: + 100.000    |
| 2014 | Magic Mountain Roadrunner Records                        | DE31 (2 Wo.)DE | AT29 (1 Wo.)AT | CH28 (2 Wo.)CH | UK5 (4 Wo.)UK | US22 (3 Wo.)US | Erstveröffentlichung: 6. Mai 2014                         |
| 2016 | Kentucky Mascot Records                                  | DE21 (3 Wo.)DE | AT13 (3 Wo.)AT | CH14 (3 Wo.)CH | UK5 (3 Wo.)UK | US40 (1 Wo.)US | Erstveröffentlichung: 1. April 2016                       |
| 2018 | Family Tree Mascot Records                               | DE11 (3 Wo.)DE | AT19 (2 Wo.)AT | CH9 (2 Wo.)CH | UK7 (2 Wo.)UK | US106 (1 Wo.)US | Erstveröffentlichung: 20. April 2018                      |
| 2020 | The Human Condition Mascot Records                       | DE33 (1 Wo.)DE | AT64 (1 Wo.)AT | CH71 (2 Wo.)CH | UK11 (2 Wo.)UK | — | Erstveröffentlichung: 30. Oktober 2020                    |
| 2023 | Screamin’ at the Sky Mascot Records                      | DE32 (1 Wo.)DE | — | CH14 (1 Wo.)CH | UK6 (1 Wo.)UK | — | Erstveröffentlichung: 29. September 2023                  |

### Livealben
| Jahr | Titel Musiklabel                                        | Höchstplatzierung, Gesamtwochen, AuszeichnungChartplatzierungen (Jahr, Titel, Musiklabel, Platzierungen, Wochen, Auszeichnungen, Anmerkungen) | Höchstplatzierung, Gesamtwochen, AuszeichnungChartplatzierungen (Jahr, Titel, Musiklabel, Platzierungen, Wochen, Auszeichnungen, Anmerkungen) | Höchstplatzierung, Gesamtwochen, AuszeichnungChartplatzierungen (Jahr, Titel, Musiklabel, Platzierungen, Wochen, Auszeichnungen, Anmerkungen) | Höchstplatzierung, Gesamtwochen, AuszeichnungChartplatzierungen (Jahr, Titel, Musiklabel, Platzierungen, Wochen, Auszeichnungen, Anmerkungen) | Höchstplatzierung, Gesamtwochen, AuszeichnungChartplatzierungen (Jahr, Titel, Musiklabel, Platzierungen, Wochen, Auszeichnungen, Anmerkungen) | Anmerkungen                         |
| Jahr | Titel Musiklabel                                        | DE | AT | CH | UK | US | Anmerkungen                         |
| ---- | ------------------------------------------------------- | --- | --- | --- | --- | --- | ----------------------------------- |
| 2022 | Live from the Royal Albert Hall - Y’all! Mascot Records | DE31 (1 Wo.)DE | — | CH89 (1 Wo.)CH | UK69 (1 Wo.)UK | — | Erstveröffentlichung: 24. Juni 2022 |

Weitere Livealben
- 2007: Live at the Astoria, London (31.10.07) (limitiert)

### EPs
| Jahr | Titel Musiklabel                | Höchstplatzierung, Gesamtwochen, AuszeichnungChartplatzierungen (Jahr, Titel, Musiklabel, Platzierungen, Wochen, Auszeichnungen, Anmerkungen) | Höchstplatzierung, Gesamtwochen, AuszeichnungChartplatzierungen (Jahr, Titel, Musiklabel, Platzierungen, Wochen, Auszeichnungen, Anmerkungen) | Höchstplatzierung, Gesamtwochen, AuszeichnungChartplatzierungen (Jahr, Titel, Musiklabel, Platzierungen, Wochen, Auszeichnungen, Anmerkungen) | Höchstplatzierung, Gesamtwochen, AuszeichnungChartplatzierungen (Jahr, Titel, Musiklabel, Platzierungen, Wochen, Auszeichnungen, Anmerkungen) | Höchstplatzierung, Gesamtwochen, AuszeichnungChartplatzierungen (Jahr, Titel, Musiklabel, Platzierungen, Wochen, Auszeichnungen, Anmerkungen) | Anmerkungen                              |
| Jahr | Titel Musiklabel                | DE | AT | CH | UK | US | Anmerkungen                              |
| ---- | ------------------------------- | --- | --- | --- | --- | --- | ---------------------------------------- |
| 2017 | Black to Blues Mascot Records   | — | — | CH82 (1 Wo.)CH | UK29 (1 Wo.)UK | — | Erstveröffentlichung: 29. September 2017 |
| 2019 | Black to Blues 2 Mascot Records | — | — | — | UK61 (1 Wo.)UK | — | Erstveröffentlichung: 18. Oktober 2019   |

Weitere EPs
- 2006: Hell & High Water
- 2007: Rain Wizard EP
- 2008: The Kerrang! Radio Sessions EP (Acoustic)

### Singles
- 2006: Lonely Train
- 2006: Hell & High Water
- 2007: Rain Wizard
- 2007: Big City Lights
- 2008: Blind Man
- 2008: Please Come In
- 2009: Things My Father Said
- 2009: Soulcreek
- 2011: White Trash Millionaire
- 2011: Blame it on the Boom Boom
- 2011: In My Blood
- 2014: Me and Mary Jane
- 2016: The Way of the Future
- 2020: Love Become Law  1